# بقر نورماند
بقر نورماند (بالفرنسية: Normande)‏ هو نوع من الأبقار الفرنسية، سمي بهذا الاسم نسبتاً لمنطقة نورماندي شمال فرنسا، يزن ذكر النورماند مابين 900 إلى 1100 كيلوجرام أما الأنثى فتزن مابين 700 إلى 800 كيلوجرام، ويتراوح ارتفاعه بين 144 و 155 سنتيمتر.

## معرض صور

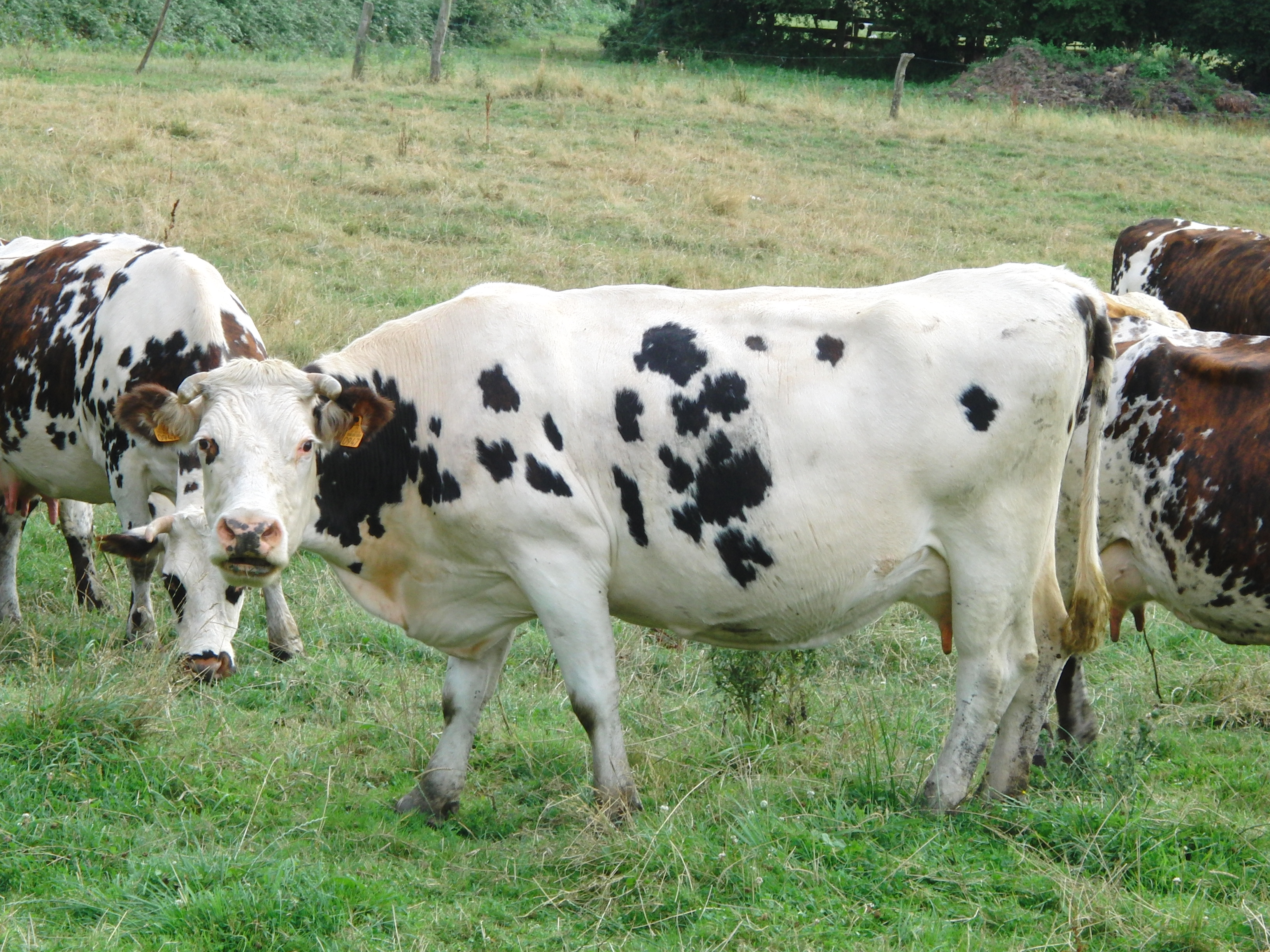
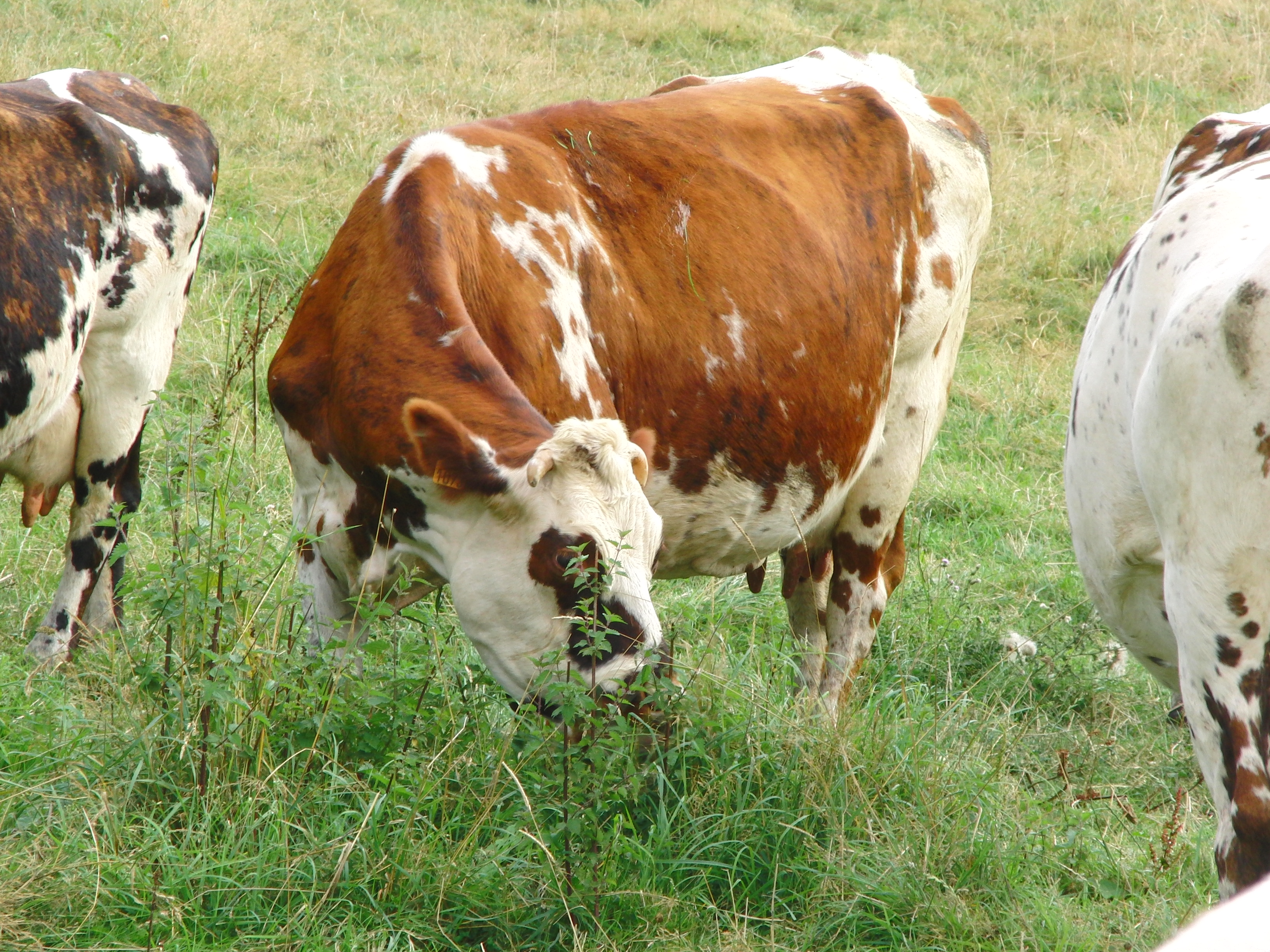
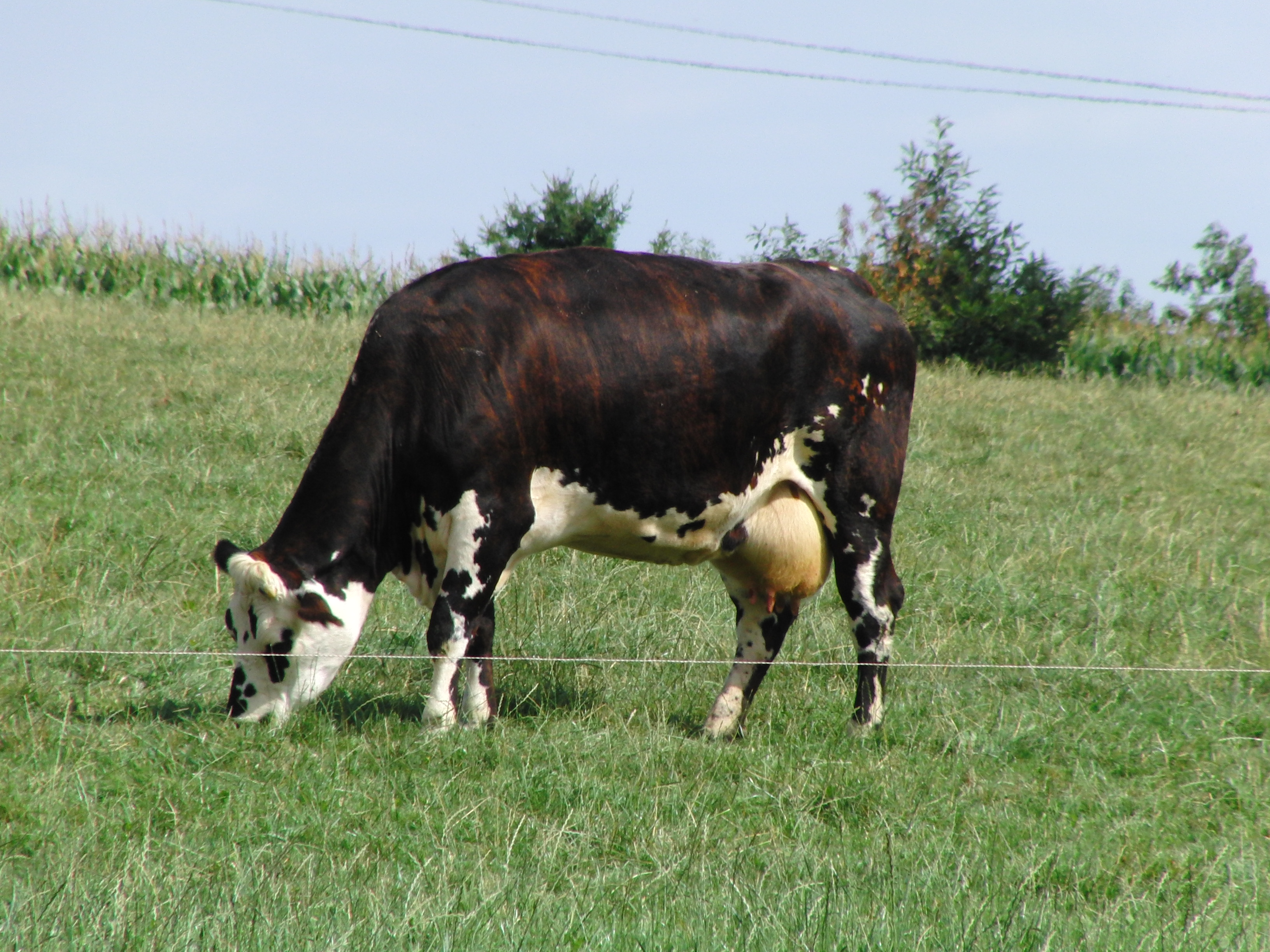
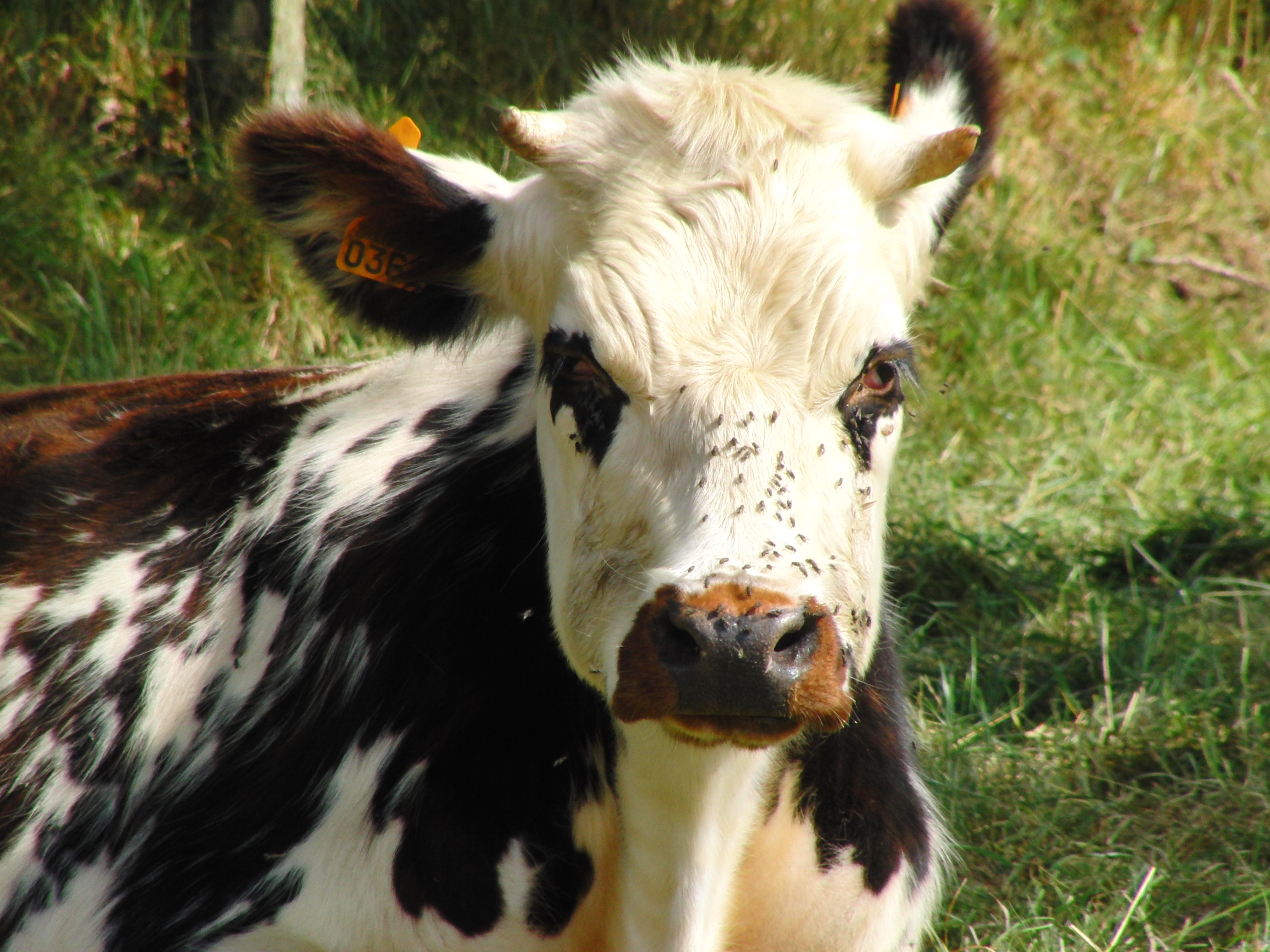